# Julia James
Pour les articles homonymes, voir James.
Julia James (1890-1964) est une actrice anglaise de l'époque édouardienne, des années 1900, actrice principale du Gaiety Theatre de Londres et considérée, par un auteur de théâtre, comme l'une des quinze plus belles actrices de l'époque édouardienne. 

## Biographie
Née à Londres en 1890, elle commence sa carrière, en 1905, dans Supper Belle in Blue Bell, au théâtre Aldwych, sous la direction de Seymour Hicks. Elle est la vedette du Gaiety Theatre dans The Girls of Gottenburg, Havana et Our Miss Gibbs. Elle « avait de magnifiques cheveux roux qui attiraient des regards admiratifs partout où elle allait ». En 1913, elle obtient le rôle de Sombra dans The Arcadians qu'elle joue à l'Olympia de Paris. En 1916, elle présente Christmas in the trenches au London Opera House.